# Glicerid
Gliceridi, ili acilgliceroli, su estri glicerola i masnih kiselina.
Glicerol ima tri hidroksilne funkcionalne grupe, koje mogu da budu esterifikovane sa jednom, dve, ili tri masne kiseline čime se formiraju monogliceridi, digliceridi, i trigliceridi.
Biljna ulja i  životinjske masti sadrže uglavnom trigliceride. Oni se razlažu enzimima (lipazama) u mono i digliceride i slobodne masne kiseline.

## Sapuni
Sapuni nastaju reakcijom glicerida sa natrijum hidroksidom. Proizvod reakcije je glicerol i masne kiseline. Masne kiseline sapuna emulguju ulja iz prljavštine, čime omogućavaju uklanjanje masne prljavštine vodom.

## Parcijalni gliceridi
Parcijalni gliceridi su estri glicerola i masnih kiselina, u kojima sve hidroksilne grupe nisu esterifikovane. Pošto su neke od njihovih hidroksilnih grupa slobodne, ovi molekuli su polarni. Parcijalni gliceridi sa kratkim lancima su u većoj meri polarni. Oni se koriste kao rastvarači za lekove sa malom ratvorljivošću.

## Literatura
1. ↑  „Sasol Olefins & Surfactants - Excipients for Pharmaceuticals. Partial glycerides (page 10)” (PDF). Архивирано из оригинала (PDF) 05. 02. 2009. г. Приступљено 12. 01. 2011.